# 明治設計製図学園
明治設計製図学園（めいじせっけいせいずがくえん）は、東京都杉並区に本校を置いていた製図学校。通称は「明治学園」。現在は廃校。
この学校では設計・製図の技能認定制度である設計製図技能認定を行っていた。
学科は普通科と専攻科があり、普通科を修了して専攻科という流れになっている。1級から5級にランクわけし、普通科ではレベルを3級から5級までに区分し、専攻科を、1級と2級にしている。入学すなわち受講条件の制限はない。
指導形式としては少人数制個別指導と実務学習方式を採用していた。
通学部以外に通信教育部も存在していた。

## 所在地
杉並本校
〒168-0073 東京都杉並区下高井戸3-30-2
最寄り駅は京王電鉄桜上水駅から徒歩約11分
池袋校
〒171-0021 東京都豊島区西池袋3-30-7 天田ビル3F
埼玉校（→桶川校）
〒363-0021 埼玉県桶川市泉2-10-50
草加校
〒340-0017 埼玉県草加市吉町5-5-17-102
大宮校
〒330-0846 埼玉県さいたま市大宮大門町 3-191 今井ビル6F
その他、詳しい住所は不明だが市川校、横浜校、八王子校、所沢校も存在した。

## 開講学科
（通学6か月、通信10か月のコース）
- 建築製図科[7]
- 機械製図科[8]
- トレース科[9]
- 2級建築士科[10]

（通学・通信共に6か月のコース）
- 設備製図科[11]
- 立体製図科[12]
- 電気製図科[13]
- インテリアデザイン科[14]

（その他）
- CAD製図科[15]…建築製図科、機械製図科、製図科、オペレーター科に大別され、建築製図科と機械製図科が6か月、製図科が3か月、オペレーター科は全12回。

（不明）
- トレース速習科
- トレース高等科
- トレース応用科
- 建築デザイン科
- 建築パース科
- インテリアコーディネータ科
- グラフィック科
- テクニカルイラスト科